# Markus Schindler
Markus Johannes Schindler (* 19. Dezember 1989 in Bad Tölz) ist ein deutscher Kameramann.

## Leben
Markus J. Schindler war zwischen 2009 und 2019 als Kameraassistent tätig. Nach ersten Praktika am Filmset von Regisseur Marcus H. Rosenmüller, absolvierte er 2011 seine technische Ausbildung beim australischen Kameraverleih Lemac Ltd. Pty. in Sydney. Nach seiner Rückkehr nach Deutschland arbeitete er als Materialassistent und Schärfenassistent von u. a. Joseph Vilsmaier, Gernot Roll und Rolf Greim.
Seit 2016 studiert Schindler an der Hochschule für Fernsehen und Film München im Studiengang Bildgestaltung.
Mit dem Semi-Dokumentarfilm Ausgrissn! – In der Lederhosen nach Las Vegas hatte er 2020 sein Kino-Debüt als Kameramann und Co-Regisseur (Bildregie).

## Filmografie (Auswahl)

### Kameramann
Langfilm
- 2018: Ausgrissn! – In der Lederhosen nach Las Vegas
- 2023: Farm Rebellion (Dokumentarfilm)
- 2023: Jeder schreibt für sich allein (Dokumentarfilm)

Kurzfilm
- 2017: Glanz Plus
- 2017: Steig
- 2017: Do weizt's
- 2017: Faules Heu
- 2018: Julie
- 2018: Der Gegenwärtige Augenblick
- 2019: Love, Forever